# Wake Up
Wake Up – popowa piosenka napisana i wyprodukowana przez Hilary Duff, Joela Maddena i Benjiego Maddena na czwarty album Duff Most Wanted (2005). Został wydany jako pierwszy singel promujący album w 2005 roku.

## Znaczenie i oceny
Jak powiedziała Duff, piosenka "sprawia, że chcesz zapomnieć o całym nacisku podczas kontaktów z szefem, lub nauczycielu, albo mamie, albo kimkolwiek. Jest o wychodzeniu z domu i niezapominaniu, aby dobrze się bawić." Hilary opisała styl piosenki na "bardzo taneczny, trochę popowy – nie z lat 80., ale z cząstką z tego okresu, więc jest bardzo zabawna."
Bill Lamb z About.com okrzyknął singel "popowym tematem lata 2005" i napisał, że "refren jest niemalże idealny i świetny do dzielenia się [nim] z przyjaciółmi". Dał utworowi ocenę 4,5 gwiazdki, komentując to idealnym plażowym tematem pop.

## Teledysk
Teledysk do singla został wyreżyserowany przez Marca Webba, który reżyserował teledyski dla The Used i My Chemical Romance. Duff powiedziała "jestem wielką fanką [zespołów, z którymi Webb pracował], więc byłam bardzo podekscytowana, że zechciał reżyserować mój teledysk. [Styl] wygląda na trochę ziarnisty i jest zupełnie różny od mojego." Teledysk pokazuje Duff wychodzącą z domu i podróżującą po nocnych klubach i przyjęciach w Londynie, Nowym Jorku, Paryżu i Tokio (miastach wymienionych w refrenie). "Pokazuje, że nie ważne gdzie jesteś, ludzie pragną tych samych rzeczy: tańczą i bawią się", powiedziała Duff. Światowa premiera teledysku odbyła się na kanale Disney Channel, a premiera w MTV była 15 lipca 2005 w programieTotal Request Live, był numerem #1 nieprzerwanie przez 3 dni. Po przetrwaniu 50 dni, wypadł 6 października.

## Ścieżka
Stany Zjednoczone – CD
1. "Wake Up" (album) – 3:37
2. "Who’s That Girl" (acoustic) – 3:25

Wielka Brytania – CD 1
1. "Wake Up"
2. "Wake Up" (DJ Kaya dance remix)

Wielka Brytania – CD 2
1. "Wake Up"
2. "Wake Up" (DJ Kaya Long-T mix)
3. "Come Clean" (remix 2005)
4. "Wake Up" (teledysk)

## Rankingi
W Stanach Zjednoczonych singel został wydany do radia 11 lipca 2005. Był najczęściej granym utworem w Radio Disney przez następny miesiąc. Głównie z powodu sprzedaży singla on-line do legalnego ściągnięcia, znalazł się on na Billboard Hot 100 jako numer #29 w środku sierpnia. Piosenka spędziła  dwa tygodnie w Top40 i sześć tygodni na Hot 100, również znalazł się w pierwszej czterdziestce w Pop 100 magazynu Billboard. Pod koniec października 2005 RIAA uznała "Wake Up" złotą płytą za sprzedaż on-line.
"Wake Up" osiągnął większy sukces poza USA. W Wielkiej Brytanii single wydano pod koniec października, debiutował jako numer #7, pozostał na liście Top40 przez 6 tygodni. W Irlandii dostał się do pierwszej piątki w ciągu 3 tygodni, a w Australii został numerem #15, przebywał w Top40 przez 11 tygodni. Utwór odniósł umiarkowany sukces w Europie Centralnej. W Norwegii dostał się do pierwszej piątki, ale wypadł z Top20 we Francji (gdzie przebywał przez 19 tygodni), Szwajcarii i w Holandii, nie dostał się do Top40 w Szwecji, Austrii i w Niemczech.
| Ranking (2005)                           | Najwyższa pozycja |
| ---------------------------------------- | ----------------- |
| U.S. Billboard Hot 100 (USA)             | 29                |
| U.S. Billboard Pop 100 (USA)             | 22                |
| Ireland Singles Top 50 (Irlandia)        | 5                 |
| Norway Singles Top 20 (Norwegia)         | 5                 |
| UK Singles Top 75 (Wielka Brytania)      | 7                 |
| Australia Singles Top 50 (Australia)     | 15                |
| France Singles Top 100 (Francja)         | 24                |
| New Zealand RIANZ Top 40 (Nowa Zelandia) | 24                |
| Swiss Singles Top 100 (Szwajcaria)       | 31                |
| Dutch Top 40 (Holandia)                  | 38                |
| Sweden Singles Top 60 (Szwecja)          | 45                |
| Austria Singles Top 75 (Austria)         | 46                |
| Germany Singles Top 100 (Niemcy)         | 68                |